# Andreea Mitu
Cristina-Andreea Mitu (Boekarest, 22 september 1991) is een tennisspeelster uit Roemenië.
Zij begon op achtjarige leeftijd met tennis. Haar favoriete ondergrond is gravel. Zij speelt rechtshandig en heeft een tweehandige backhand.

## Loopbaan
Mitu debuteerde in 2006 op het ITF-toernooi van haar geboorteplaats Boekarest – zij bereikte meteen de kwartfinale. Zij stond in 2007 voor het eerst in een finale, weer in Boekarest – zij verloor van landgenote Simona Halep. Twee weken later veroverde Mitu haar eerste titel, op het ITF-toernooi van Galați (Roemenië), door de Italiaanse Cristina Celani te verslaan.
In 2014 plaatste Mitu zich voor het vrouwenenkelspel van Wimbledon, door een plek in de hoofdtabel te veroveren via het kwalificatietoernooi – zij verloor haar openingspartij van de Poolse Agnieszka Radwańska (WTA-4). Op Roland Garros 2015 bereikte zij de vierde ronde, door onder meer de Tsjechische Karolína Plíšková te verslaan. Tot op heden(september 2020) won zij negentien ITF-enkelspeltitels, de meest recente in 2019 in Arad (Roemenië). Ook in het dubbelspel vergaarde zij negentien ITF-titels.
In het dubbelspel bereikte Mitu in 2015 voor het eerst een WTA-finale, op het toernooi van Boekarest, samen met landgenote Patricia Maria Țig – zij verloren die van de Nederlandse Demi Schuurs en Oksana Kalasjnikova uit Georgië. Haar eerste WTA-titel won zij in 2016 op het toernooi van Istanbul samen met İpek Soylu (Turkije), doordat hun finaletegenstandsters verstek lieten gaan.
In 2015 en 2016 maakte Mitu deel uit van het Roemeense Fed Cup-team – in 2015 promoveerden zij naar Wereldgroep I; in 2016 verloren zij de eerste ronde in Wereldgroep I van Tsjechië. In 2016 nam zij deel aan de Olympische spelen in Rio de Janeiro – in het dubbelspel bereikte zij de tweede ronde, met Raluca Olaru aan haar zijde.
Tot op heden(september 2020) won Mitu vijf WTA-dubbelspeltitels.

## Posities op deWTA-ranglijst
Positie per einde seizoen:
| jaar | rang enkelspel | rang dubbelspel |
| ---- | -------------- | --------------- |
| 2006 | 972            | –               |
| 2007 | 503            | –               |
| 2008 | 680            | 461             |
| 2009 | 610            | 542             |
| 2010 | 471            | 467             |
| 2011 | 325            | 505             |
| 2012 | 198            | 269             |
| 2013 | 179            | 386             |
| 2014 | 121            | 199             |
| 2015 | 94             | 156             |
| 2016 | 246            | 81              |
| 2017 | 428            | 506             |
| 2018 | 653            | 171             |
| 2019 | 526            | 108             |

## Palmares
| Legenda                 |
| ----------------------- |
| Grandslamtoernooi       |
| Olympische Spelen       |
| Year-End Championships  |
| Premier Mandatory       |
| Premier Five / WTA 1000 |
| Premier / WTA 500       |
| International / WTA 250 |
| Challenger / WTA 125    |

### WTA-finaleplaatsen enkelspel
geen

### WTA-finaleplaatsen vrouwendubbelspel
| nr.              | finale     | toernooi      | ondergrond | partner            | tegenstandsters                          | score            |         |
| ---------------- | ---------- | ------------- | ---------- | ------------------ | ---------------------------------------- | ---------------- | ------- |
| gewonnen finales |            |               |            |                    |                                          |                  |         |
| 1.               | 2016-04-24 | WTA Istanbul  | gravel     | İpek Soylu         | Xenia Knoll Danka Kovinić                | walk-over        | details |
| 2.               | 2016-07-24 | WTA Båstad    | gravel     | Alicja Rosolska    | Lesley Kerkhove Lidzija Marozava         | 6-3, 7-5         | details |
| 3.               | 2018-07-22 | WTA Boekarest | gravel     | Irina-Camelia Begu | Danka Kovinić Maryna Zanevska            | 6-3, 6-4         | details |
| 4.               | 2019-04-14 | WTA Lugano    | gravel     | Sorana Cîrstea     | Veronika Koedermetova Galina Voskobojeva | 1-6, 6-2, [10-8] | details |
| 5.               | 2020-09-06 | WTA Praag     | gravel     | Lidzija Marozava   | Giulia Gatto-Monticone Nadia Podoroska   | 6-4, 6-4         | details |
| verloren finales |            |               |            |                    |                                          |                  |         |
| 1.               | 2015-07-19 | WTA Boekarest | gravel     | Patricia Maria Țig | Oksana Kalasjnikova Demi Schuurs         | 2-6, 2-6         | details |

## Resultaten grandslamtoernooien
| Legenda | Legenda                          |
| ------- | -------------------------------- |
| g.t.    | geen toernooi gehouden           |
| l.c.    | lagere categorie                 |
| –       | niet deelgenomen                 |
| G       | uitgeschakeld in de groepsfase   |
| 1R      | uitgeschakeld in de eerste ronde |
| 2R      | uitgeschakeld in de tweede ronde |
| 3R      | uitgeschakeld in de derde ronde  |
| 4R      | uitgeschakeld in de vierde ronde |
| KF      | uitgeschakeld in de kwartfinale  |
| HF      | uitgeschakeld in de halve finale |
| F       | de finale verloren               |
| W       | het toernooi gewonnen            |
| w-v     | winst/verlies-balans             |

### Enkelspel
| toernooi        | 2014 | 2015 | 2016 |
| --------------- | ---- | ---- | ---- |
| Australian Open | –    | –    | 1R   |
| Roland Garros   | –    | 4R   | –    |
| Wimbledon       | 1R   | 1R   | –    |
| US Open         | –    | 1R   | –    |

### Vrouwendubbelspel
| toernooi        | 2015 | 2016 |    | 2019 |
| --------------- | ---- | ---- | -- | ---- |
| Australian Open | –    | –    | –  |      |
| Roland Garros   | –    | –    | 1R |      |
| Wimbledon       | –    | –    | 1R |      |
| US Open         | 1R   | 1R   | –  |      |